# آکینومی ستسو
آکینومی سِتسو (به ژاپنی: 安藝ノ海 節男) کُشتی‌گیر سوموی اهل استان هیروشیما در کشور ژاپن است که سی‌وهفتمین کشتی‌گیر دارای رتبهٔ یوکوزونا محسوب می‌شود. وی در سال ۱۹۴۲ میلادی به این مرتبه ارتقا یافت و در سال ۱۹۴۶ میلادی بازنشست شد. آکینومی ستسو توانست ۱ بار قهرمان (یوشو) مسابقات سومو شود.